# Mosae Forum
Mosae Forum is een winkel- en kantorencomplex in het centrum van de Nederlandse stad Maastricht, gelegen in de centrumbuurten Binnenstad en Boschstraatkwartier, tussen de Markt en de rivier de Maas. De naam verwijst naar het Romeinse verleden van Maastricht: Mosa is de Latijnse naam voor de rivier de Maas, forum betekent centraal plein of marktplaats (hoewel Romeins Maastricht dat waarschijnlijk nooit gehad heeft).

## Bouwgeschiedenis
Het nieuwbouwproject werd aanvankelijk aangeduid als Maas-Markt-Project (ook wel Markt-Maas-Project). Behalve de bouw van Mosae Forum bestond het oorspronkelijke plan uit het verleggen van de aanlanding van de Wilhelminabrug, het gedeeltelijk ondertunnelen van de Maasboulevard en de aanleg van een wandelpromenade boven op het tunneldek. De bouw van het complex startte in 2002. Mosae Forum werd op 26 september 2007 officieel geopend door kroonprins Willem-Alexander.
De plannen voor het gebied gaan terug tot begin jaren 90 van de vorige eeuw. De gemeentekantoren uit de jaren 60 waren toe aan een grondige renovatie en tegelijkertijd bestond er in brede kring de wens om de in 1930 ontstane bres in de oostelijke Marktwand te sluiten. Voorheen landde de Wilhelminabrug, via de nu verdwenen Stadhuisstraat, direct aan op de Markt. Deze brede, drukke straat, geflankeerd door grootschalige kantoorgebouwen in de stijl van het Functionalisme, was veel Maastrichtenaren een doorn in het oog. Bij de uitvoering van het Maas-Markt-Project werd de brug door middel van een V-vormige afrit aangesloten op de Maasboulevard. Op de plaats van de Stadhuisstraat en de stadskantoren staat nu een min of meer gesloten gebouwencomplex met een binnenplein. Hiermee is de situatie, zoals die bestond vóór de bouw van de Wilhelminabrug, gedeeltelijk hersteld.
Aanvankelijk was het de bedoeling dat alleen de Stadhuisstraat met het Stadskantoor van Frans Dingemans en het kantoor van Provinciale Waterstaat van Jean Huysmans (beide uit ±1960) zouden worden gesloopt. Gaandeweg werd het project uitgebreid. Een aantal historische panden op de Markt en in de Hoenderstraat werden bij het plan betrokken. Ook de bovengrondse parkeergarage in de Gubbelstraat (begin jaren 60) werd gesloopt om plaats te maken voor een intiem plein met winkels, horeca en appartementen. Later werd aan de bouw van de Maasboulevardtunnel en de herinrichting van de Maaspromenade de restauratie van de tijdens de werkzaamheden ontdekte 'tiende boog' van de Sint-Servaasbrug toegevoegd, waarmee de wandelroute langs de Maas onder die boog doorgetrokken kon worden. Ten slotte kregen de Markt en omliggende straten een grondige 'make-over', waarbij alle bovengrondse parkeerplaatsen werden opgeheven en het plein een autoluwe en historisch verantwoorde indeling kreeg.

## Publiek-private samenwerking
Mosae Forum is het resultaat van een PPS-constructie, waarmee in Maastricht bij de ontwikkeling van het Céramique-terrein al goede ervaringen waren opgedaan. De gemeente Maastricht nam bij Mosae Forum het voortouw en was verantwoordelijk voor de ontwikkeling van de infrastructuur en de herinrichting van de openbare ruimte. Projectontwikkelaar 3W Vastgoed bouwde de gemeentekantoren, de raadzaal, het winkelcentrum, de parkeergarage en de woningen. De winkels zijn door 3W aan belegger ING Vastgoed verkocht, die ze vervolgens verhuurt. De gemeente heeft het kantoorgedeelte gekocht. Q-Park kocht de parkeergarage en exploiteert deze.
Het totale Maas-Markt-Project bestond uit de volgende onderdelen:
- Vastgoed: sloop van de oude stadskantoren en een bovengrondse parkeergarage, de bouw van Mosae Forum met een ondergrondse parkeergarage, kantoorruimten, winkels, horecagelegenheden en appartementen, en herontwikkeling van enkele bestaande panden aan de Markt en Hoenderstraat.
- Infrastructuur: nieuwe aanlanding van de Wilhelminabrug, de aanleg van een tunnel onder de Maasboulevard, het omleggen van busroutes en de aanleg van busbanen.
- Openbare ruimte: de inrichting van het voetgangersgebied tussen de beide bouwdelen van Mosae Forum en de herinrichting van Kesselskade, Maasboulevard, Wilhelminakade, Gubbelstraat, Hoenderstraat, Markt en delen van de Grote Gracht en Boschstraat.

De totale kosten van het Mosae Forumproject bedroegen € 162,4 miljoen: € 112,4 voor het vastgoedgedeelte en € 50 miljoen voor de infrastructuur en openbare ruimte. Van dit laatste bedrag werd ongeveer de helft gedekt door subsidies van hogere overheden.

## Architectuur

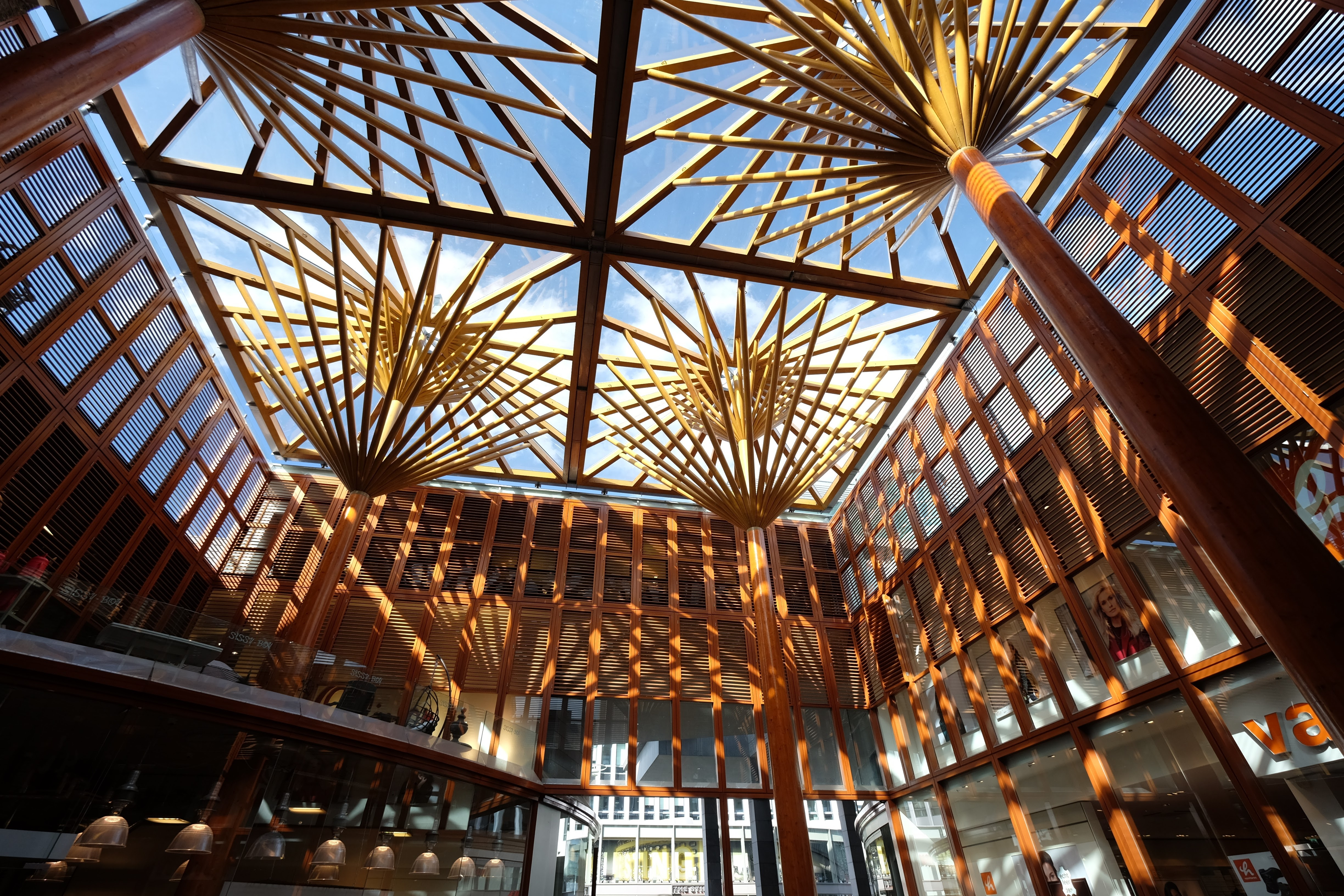
'Paraplu's' van Bruno Albert: verbinding tussen oud en nieuw in het winkelgedeelte

De architecten van Mosae Forum zijn Jo Coenen en Bruno Albert. Coenen was van meet af aan bij het project betrokken en maakte in 1997 een ontwerp. Toch werd de opdracht aanvankelijk verleend aan Albert, die een door de gemeente uitgeschreven prijsvraag had gewonnen (waaraan Coenen niet had deelgenomen). Bij de uitwerking van Alberts plannen bleek dat de ontwerpopdracht te beperkt was geweest en dat er te weinig rekening was gehouden met verkeersaspecten. Coenen werd gevraagd voor een second opinion. Na een grondige studie door het bureau van Coenen werd het project gesplitst: Coenen werd aangesteld als supervisor en mocht het Noordgebouw ontwerpen (later uitgebreid met het Gubbelstraat-complex); Albert maakte een nieuw ontwerp voor het Zuidgebouw. De gebouwen van Coenen en Albert zijn distinct, maar vormen toch, door stijl en materiaalkeuze, een eenheid. De twee bouwdelen worden aan de kant van de Maas door een glazen luchtbrug verbonden. Voor de inrichting van de gemeentekantoren werd nauw samengewerkt, aangezien de gemeente vereiste dat het complex van binnen één gebouw zou lijken.
Het gehele complex bevindt zich boven een parkeerkelder van vier lagen. Het Noordgebouw van Jo Coenen bestaat uit een paperclipvormig bouwvolume en telt 4-6 bovengrondse bouwlagen (aan de Marktzijde slechts 3) en heeft een helderwitte uitstraling. Aan de kant van de Markt valt het kopgebouw met de raadzaal op, omgeven door een gebogen scherm van lichtbruine natuursteen. Het Zuidgebouw van Bruno Albert (eigenlijk twee gebouwen) telt 3-6 bouwlagen en is bekleed met lichtgrijze natuursteen. Een bijzonder element vormt de paraplu-achtige overkapping van het atrium tussen de oude Markt-panden en de nieuwbouw.
De winkels en appartementen op het terrein van de gesloopte Gubbelstraatgarage werden door Coenen op een afwijkende manier vormgegeven. Hier geen glas, staal en lichte natuursteen, maar donkere baksteengevels en leien daken, waardoor dit gedeelte beter aansluit bij de bestaande bebouwing.

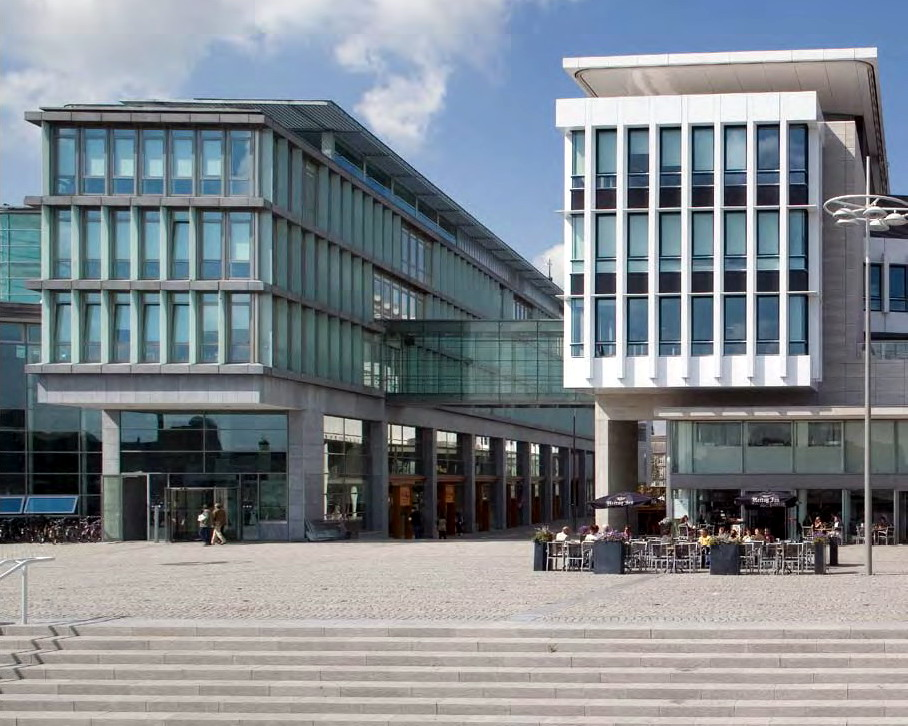
Vanaf de Maaspromenade
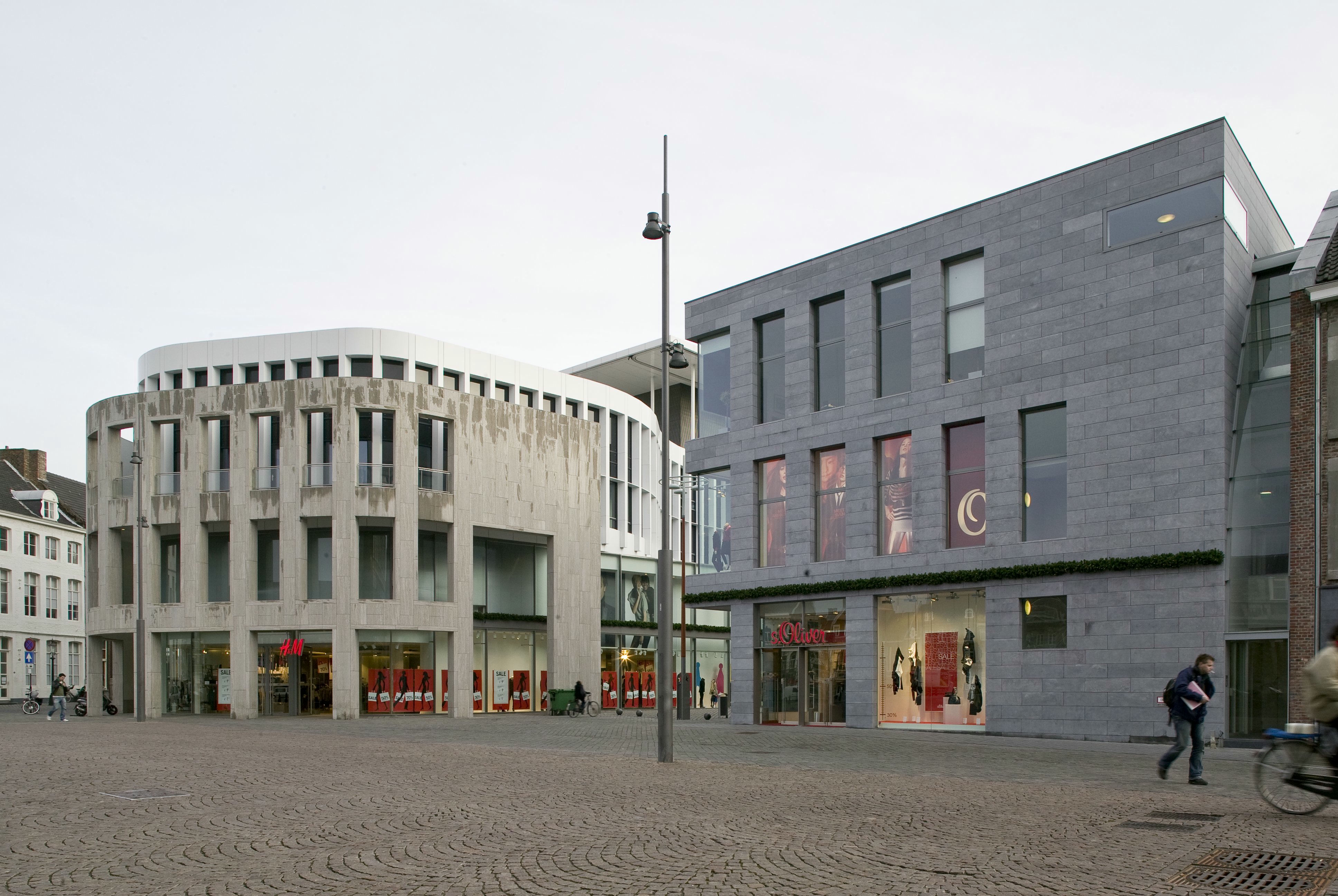
Vanaf de Markt
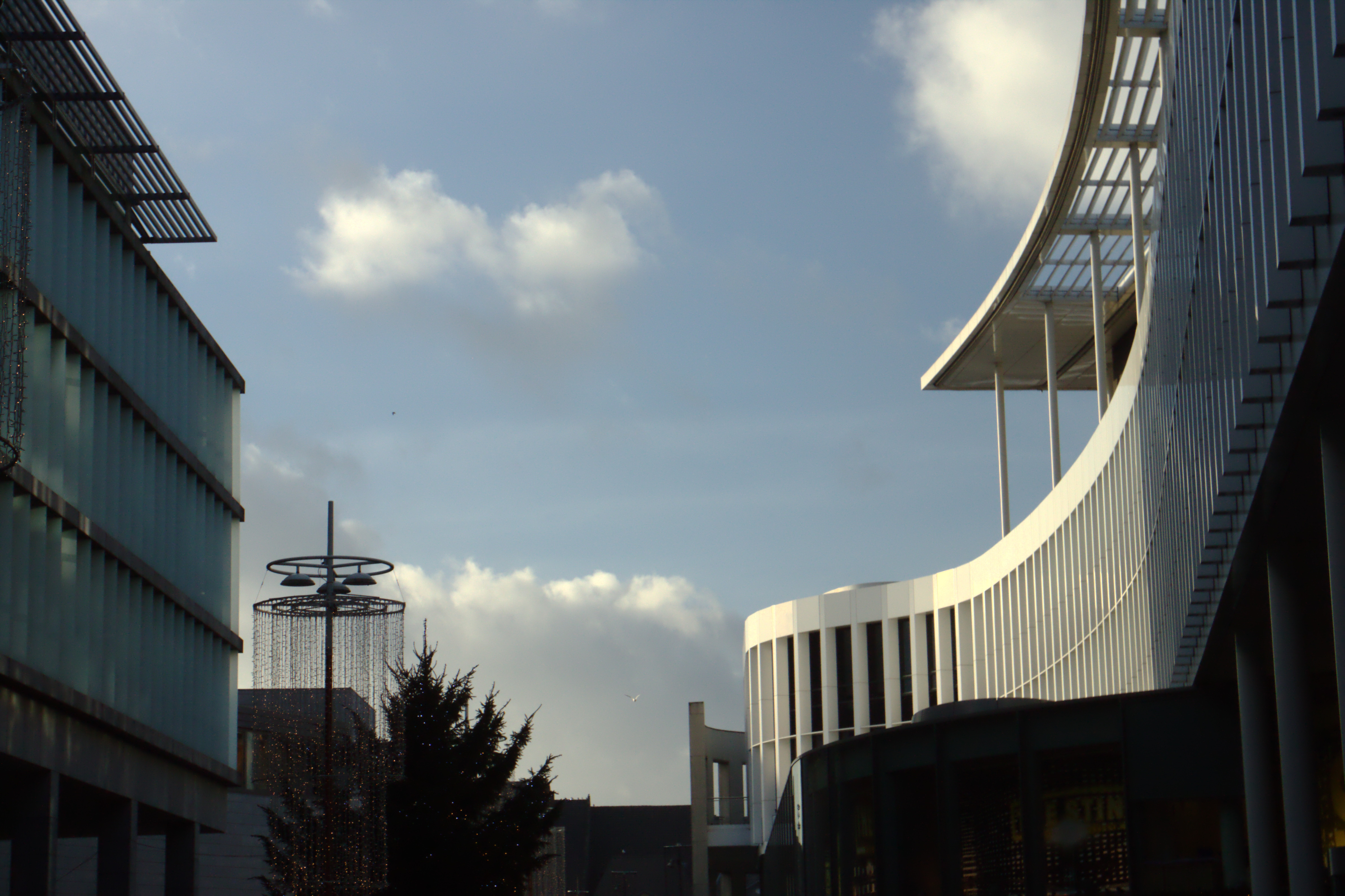
Binnenstraat
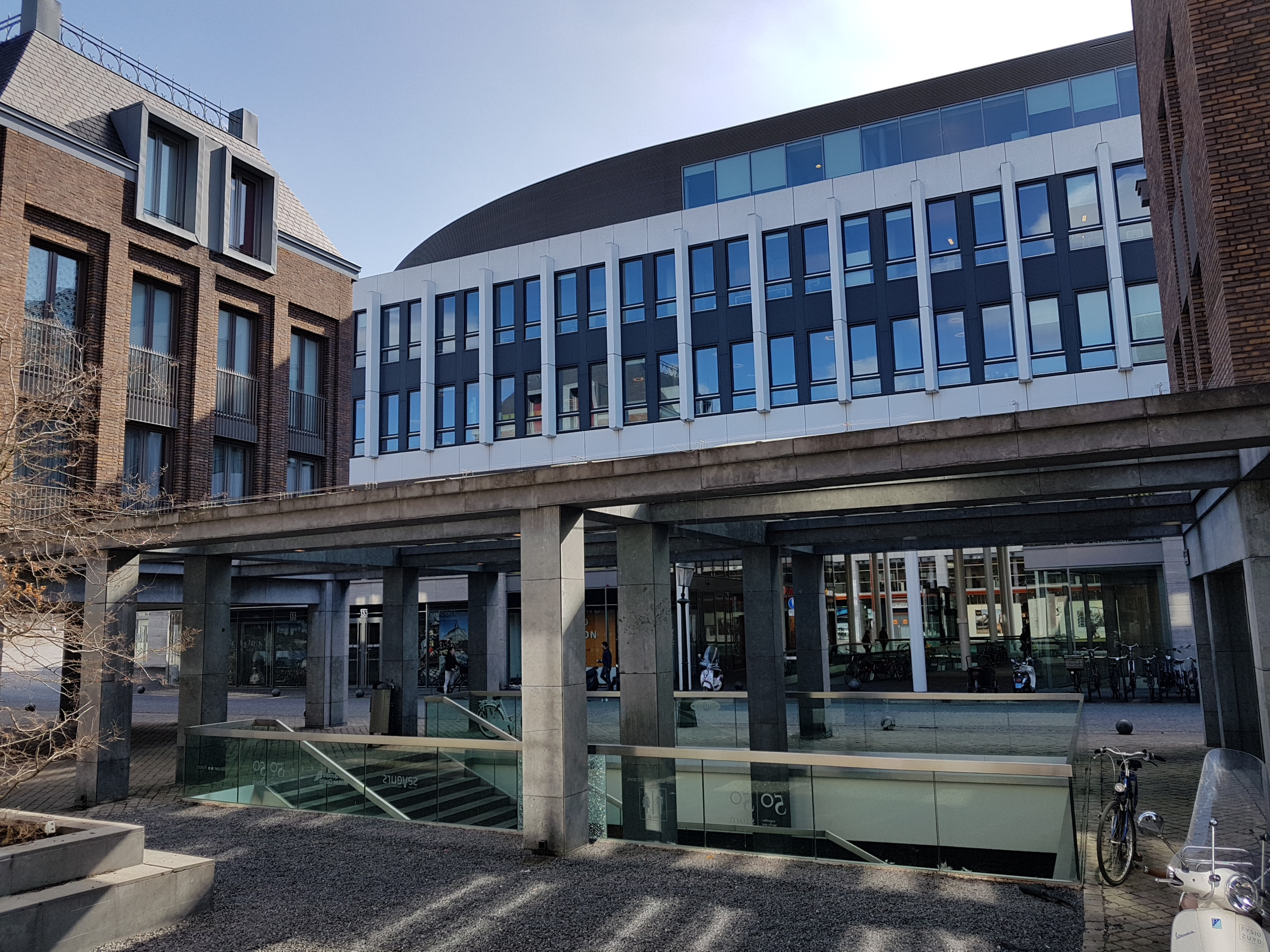
Gubbelstraat

## Indeling Mosae Forum
Het complex Mosae Forum bestaat, van boven naar beneden, uit de volgende onderdelen:

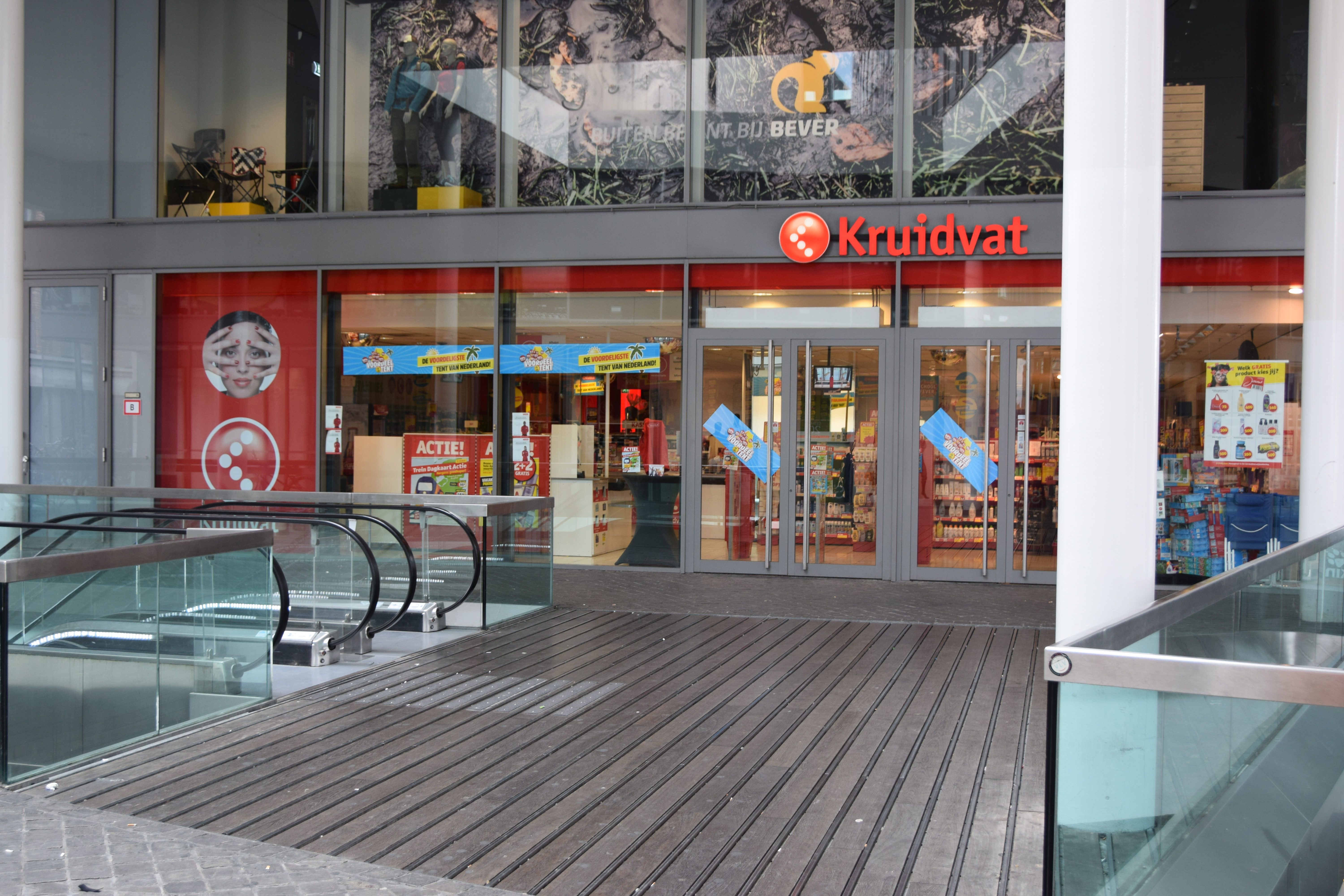
Winkels begane grond

- Kantoren van de gemeente Maastricht, inclusief 28 vergaderkamers verspreid over de verschillende verdiepingen, een nieuwe raadzaal in het Noordgebouw, een personeelsrestaurant ('de Maasmolen') aan de kant van de Maas en het zogenaamde GemeenteLoket met 16 balies op de begane grond van het Zuidgebouw.
- Luxe appartementen en stadswoningen (nieuwbouw noordzijde Gubbelstraat en bestaande panden Markt en Hoenderstraat).
- Het eigenlijke winkelcentrum Mosae Forum met 18 winkels (totaal 18.500 m²), waaronder filialen van internationale modeketens en enkele horecazaken.
- Laag Mosae Forum, voorheen Mosae Gusto!, een grote fine food market (3.500 m²), gelegen in het souterrain van het complex en gedeeltelijk gebruikmakend van de gewelven van oude wijnkelders. Bij de opening in 2007 bestond Mosae Gusto uit drie onderdelen: Preuve Limburg (versmarkt met Limburgse specialiteiten), Traiteur Saveurs (traiteurshop) en 'Cucina Mosae 100% Gusto (open kookstudio, lunchrestaurant, wijnbar, antipasta-bar, ijssalon, koffiebar, patisserie en bakkerij). Het laatstgenoemde onderdeel verdween al na een jaar, waarna de vrijgekomen ruimte werd ingenomen door onder andere een 'gewone' supermarkt, een Aziatische supermarkt, een Turkse versmarkt en een grote Duitse drogisterijketen.
- Een ondergrondse parkeergarage met ruim 1150 parkeerplaatsen, bereikbaar vanuit de Maasboulevardtunnel en met liften en roltrappen verbonden met het winkelcentrum.

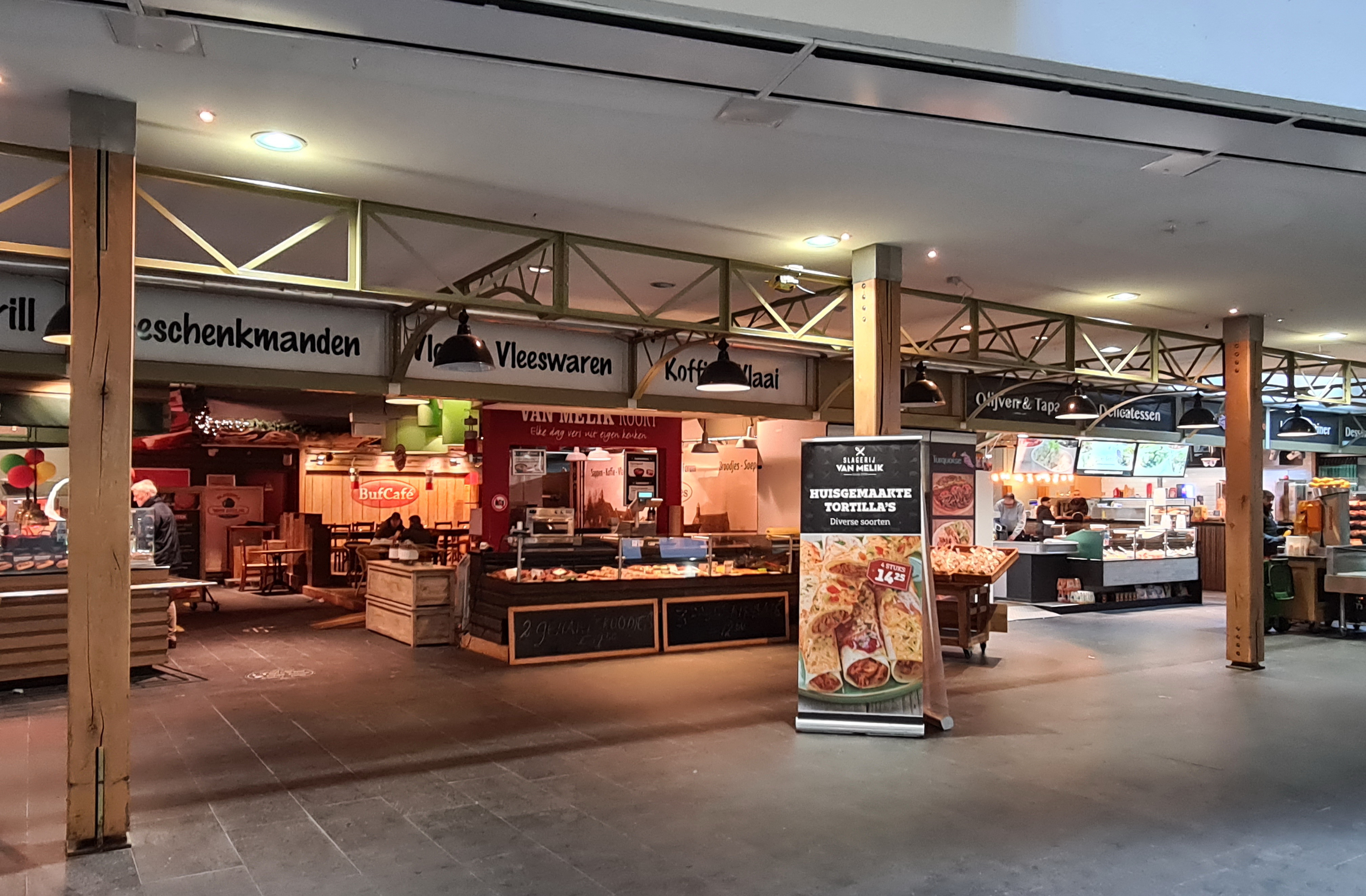
Laag Mosae Forum
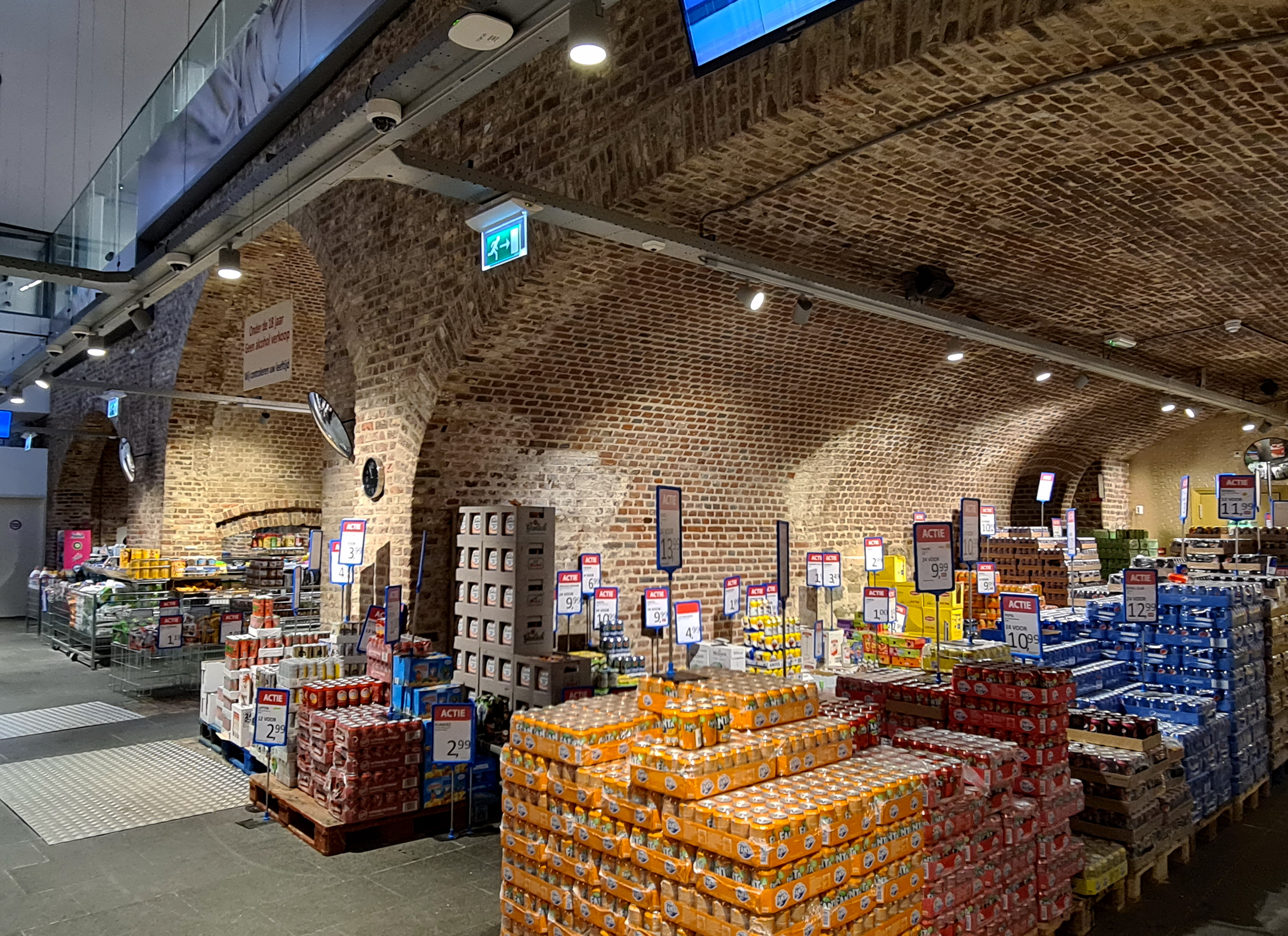
Gewelfkelders
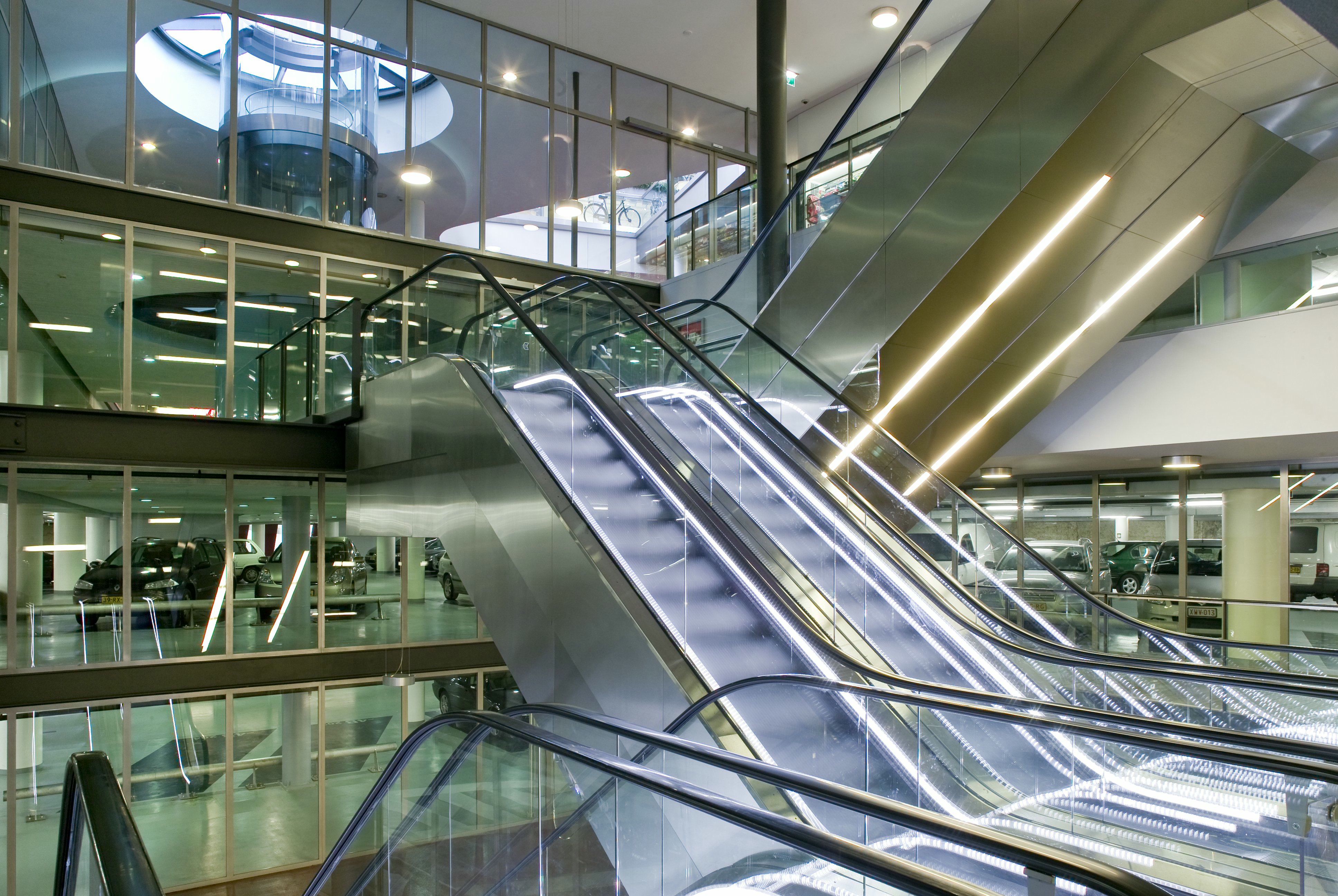
Roltrappen parkeergarage
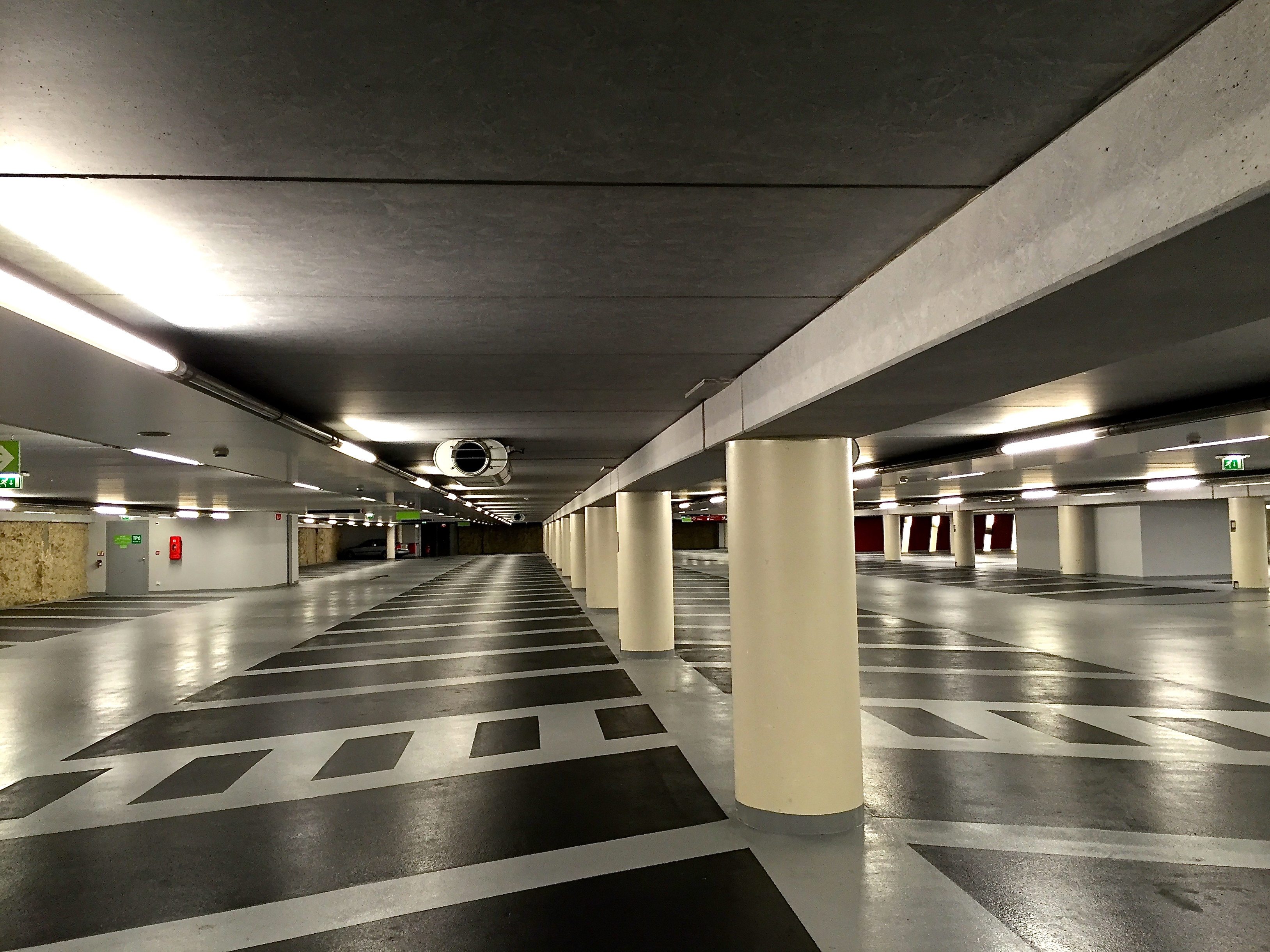
Parkeergarage niveau -5

## Wetenswaardigheden
- Bij archeologisch onderzoek voorafgaand aan de bouw van Mosae Forum werd onder andere een Romeinse munt gevonden.
- De Maasboulevardtunnel, onderdeel van het Maas-Markt-Project, ligt min of meer op de bodem van het oude Kanaal Maastricht-Luik.

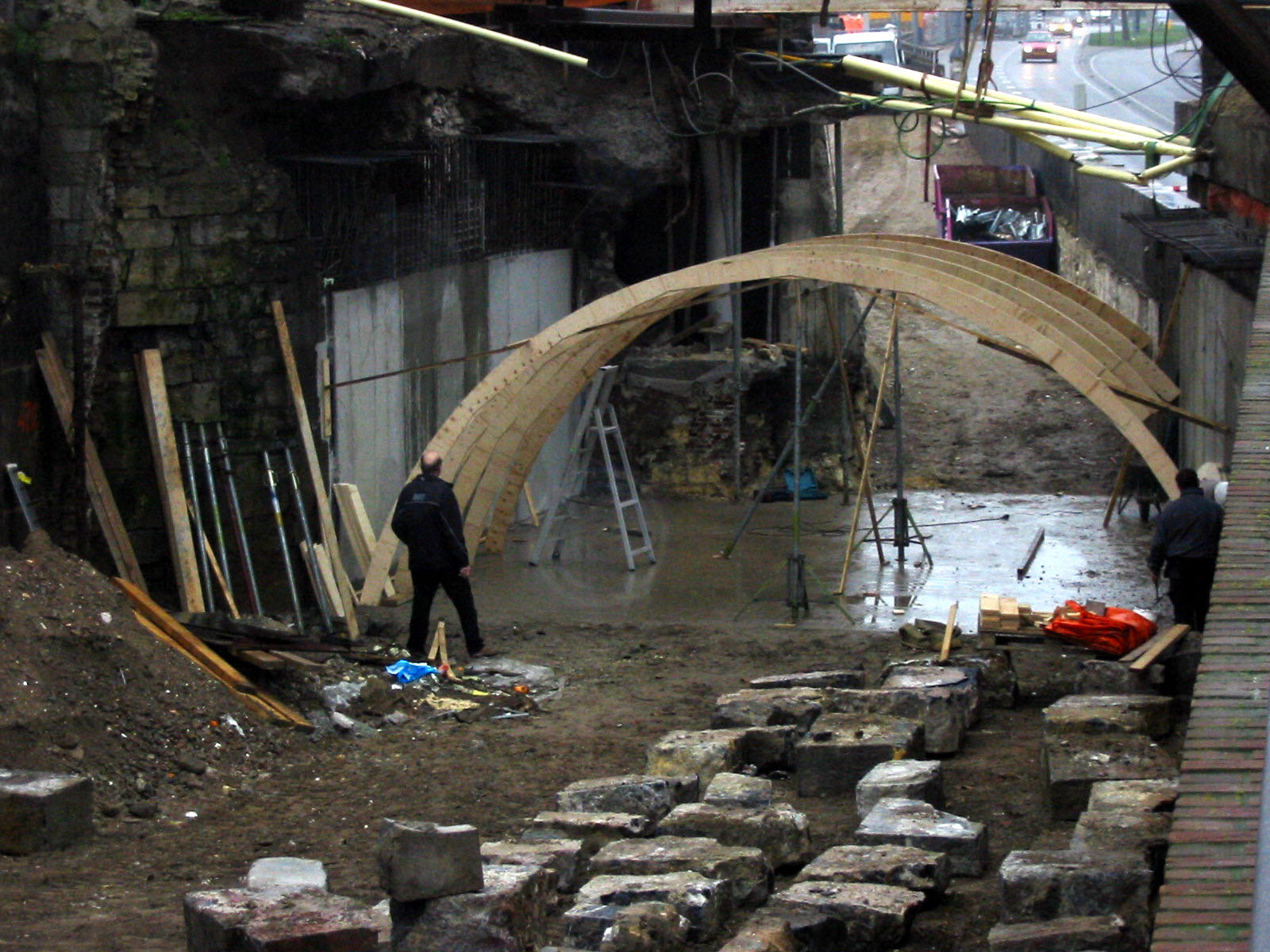
Reconstructie 'tiende boog' Sint-Servaasbrug

- De bij het Maas-Markt-Project opgegraven 'tiende boog' van de Sint-Servaasbrug bleek bij de restauratie zo broos dat vrijwel alle oude stenen vervangen moesten worden. De financiering hiervan was niet voorzien in de plannen en moest door de architect (Coenen) middels een sponsoringsactie worden georganiseerd.
- Bij de verbouwing van het pand Van Lijf op de hoek Markt-Hoenderstraat kwam een 15e-eeuwse vakwerkgevel vrij. Deze ontdekking bevestigde sommige liefhebbers van oude monumenten in hun weerstand tegen de rigoureuze doorbraak door het pand ten behoeve van commerciële overwegingen (bevordering van de 'doorloop' van het kernwinkelcentrum naar het nieuwe winkelcentrum).
- De doorgangen van Mosae Forum naar de Hoenderstraat en Gubbelstraat heetten respectievelijk Kwadevliegencour en Drieemmercour en aan de noordkant van de Gubbelstraat ligt de Koekschroefcour. Deze namen verwijzen naar de verdwenen straten, die hier lagen vóór de bouw van de Wilhelminabrug.
- Verwarming en koeling van het kantoorgedeelte van Mosae Forum worden, via een speciaal aangelegde leiding, geregeld met koelwater van de papierfabriek Sappi.
- Bij de inrichting van de gemeentekantoren is het relatief nieuwe concept van flexibele werkplekken toegepast, waarbij niemand een vaste werkplek heeft. Voor de 855 medewerkers zijn 637 werkplekken beschikbaar. Er zijn geen vaste telefoons. Binnen Mosae Forum bellen alle medewerkers draadloos via een wifi-netwerk.
- In de nieuwe raadzaal zijn 60-80 plaatsen op de publiekstribune. Zeven automatisch gestuurde camera’s volgen op de voet degene die aan het woord is. Dit beeld wordt, behalve op een groot scherm, ook op de desk van elk raadslid geprojecteerd. Bij belangrijke onderwerpen kan de overloop aan bezoekers worden ondergebracht in het personeelsrestaurant, waar op een scherm de beraadslagingen te volgen zijn.
- Aanvankelijk was het de bedoeling dat De Bijenkorf zich in Mosae Forum zou gaan vestigen. Uiteindelijk koos het warenhuisconcern voor splitsing van het Vroom & Dreesmann-warenhuis in de Grote Staat, dat tot hetzelfde moederbedrijf behoort. Ook het Franse boeken- en platenconcern FNAC haakte voortijdig af.
- In 2021 verkocht de toenmalige eigenaar CBRE Global Investors het winkelcentrum voor 60,8 miljoen euro aan het Franse Corum Investments.[2]